# Свеа (река)
Река Свеа (на шведски: svea älv) е предполагаем канал за източване на Анциловото езеро под формата на бурна пълноводна река с по-голям спад, разположена в Централна Швеция източно от езерото Венерн в период от преди 10700 – 10200 години. Наличието на река Свеа е доказано в резултат на съвременните изследвания.
Името на река е предложено през 1927 г. от Леннардом фон Пост, въпреки че подобно име се е използвало Герхард Де Геером за съвсем друг обект още през 1922 г.

## История на хипотези
През 1927 г. Хенрик Мунте открива южно от град Дегерфорс разкритие на кристална основа с много камъни и промоин, които свидетелстват за интензивна ерозия. На тази територия се намира в резервата Свеафаллен.
Според класическата теория на Леннарда фон Пост, предложена през 1928 г., мястото за оттичане на Анциловото езерото е разположен на изток от езерото Венерн, южно от град Дегерфорс, като езерото Венерн става залив на Северно море, а надморската височината на Анциловото езеро над морското равнище се оценява на около 30 метра. Мунте също се изказа в подкрепа на тази теория.
Предполагаемия канал за оттичане се характеризира с бързото си течение и активна дейности на ерозия., а изразходването на вода три пъти превишава тази, която изразходва съвременния Ниагарския водопад. Представянето за мащаба на речно корито допринася и за привличане на посетители в резервата Свеафаллен.
Изследвания на професор Фредена (на шведски: Fredén) през 1960-те и 1970-те години са доказали, че откритите следи от ерозия в Свеафаллен имат не воден, а леден произход, а в продължение на Анциклния етап територията на юг от Дагерфорса се намирала под вода. Впоследствие е доказано, че котловината на езерото Венерн е била изолиран от Северно море с началото на Анциловия трансгрес и, следователно, Анциловото езерото трябва да се е намирало западно от езерото Венерн.

## Съвременни схващания
Общата оценка за надморската височина на Анциловото езерото се равнява на 10 метра, а за място на оттичане се смята на запад от езерото Венерн в долините на съвременните реки Гота и Стейнселве. По този начин, в Анциловата епоха на повърхността на езерото Венерн, е разположена на същото ниво, както и повърхността на Балтийския басейн, а канала между тях не е бурна река, а повече или по-малко широк проток.